# Списък на думите, писани с голяма носовка
Голямата носовка Ѫ е буква, употребявана за писане в българския език до правописната реформата от 1945 година. Тя е имала фонетичната стойност на ъ и се е пишела на етимологичното си място.
Тук е представен списък на думите, изписвани с тази буква. За всяка морфема е дадена само най-характерната дума, съдържаща дадения корен. Изписването засяга всички производни форми.

## Б
- бѫбрекъ
- (да) бѫда
- бѫдеще

## В
- всѫдѣ (всякъде)
- вѫбелъ (кладенец)
- вѫгарець (паразит по домашните животни)
- вѫгленъ
- вѫдица
- вѫже
- вѫзелъ
- вѫсеница (гъсеница)
- вѫся се
- вѫтрѣ
- вѫтъкъ

## Г
- глѫбина
- гнѫсъ
- грѫдь
- гълѫбъ
- гѫба
- гѫгна
- гѫгрица (вредител по боба)
- гѫдулка
- гѫжва (чалма)
- гѫсеница
- гѫска
- гѫстъ

## Д
- дѫбъ
- дѫга
- дѫлбокъ

## Ж
- жълѫдъ

## З
- зѫбъ

## И
- изпѫкналъ

## К
- клѫбо
- крѫгъ
- кѫдѣ
- кѫдѣля[1]
- кѫдравъ
- кѫклица (вид трева)
- кѫпина
- кѫпони (везни)
- кѫпя се
- кѫсъ
- кѫтъ
- кѫща

## Л
- лѫгъ, лѫка (малка горичка край река)
- лѫкъ
- лѫчъ

## М
- могѫщъ
- мѫдъръ
- мѫжь
- мѫка
- мѫтенъ

## Н
- недѫгавъ

## О
- обрѫчь
- оскѫденъ
- отвѫдъ

## П
- присѫтствувамъ
- прѫтъ
- пѫдпѫдъкъ
- пѫдя
- пѫпъ
- пѫть
- пѫча се

## Р
- рѫбъ
- рѫка

## С
- скѫпъ
- стѫпка
- (тѣ) сѫ
- сѫбота
- сѫдъ
- сѫкъ (чеп)
- сѫществувамъ

## Т
- трѫба
- тѫга
- тѫпъ
- тѫртей
- тѫтен

## Ѫ
- ѫгълъ